# Роже II де Фуа
Роже II де Фуа (фр. Roger II de Foix; ум. 1124) — граф Фуа и части Каркассона с ок. 1064 или 1071 года, граф Кузерана с 1071, старший сын Пьера Бернара, графа Кузерана и (возможно) Фуа, и Летгарды.

## Биография
Не совсем ясно, когда именно он унаследовал графство Фуа и часть графства Каркассон. По мнению одних историков, после смерти графа Роже I де Фуа около 1064 года его преемником стал брат, Пьер Бернар де Фуа, граф Кузерана, после смерти которого его сын Роже II и унаследовал Фуа. Однако часть историков считает, что Роже II мог стать графом Фуа непосредственно после смерти Роже I, а после смерти Пьера Бернара в 1071 году он унаследовал и Кузеран.
В начале своего правления Роже II оказался втянут в спор вокруг наследства умершего в 1067 году и не оставившего детей графа Каркассона и Разе Раймона Роже II. Согласно завещанию графа Каркассона Роже I Старого, предка дома Каркассон-Фуа, в случае, если умерший граф не оставлял законных детей, его часть графства должна была наследоваться его потомками по мужской линии.
На основании этого, а также на основании заключённого в 1064 году договора между графами Роже I де Фуа, владевшим частью графства Каркассон, и Раймоном Роже II, графы Фуа предъявили права на Каркассон. Однако Раймон Роже II перед смертью сделал своей главной наследницей сестру, Ирменгарду, которая была замужем за Раймундом Бернаром Тренкавелем, виконтом Альби и Нима. Для того, чтобы защищаться от претензий графов Фуа, Ирменгарда не позднее 1071 года продала права на графства Каркассон и Разе Рамону Беренгеру I, графу Барселоны, сохранив за собой только Безье и Агд.
Рамон Беренгер I, который к тому моменту был самым могущественным из владетелей Каталонии, присоединил не только долю Ирменгарды, но и долю графов Фуа. Попытки Роже II отстоять свои права и захватить Каркассон силой успехом не увенчались. Графы Барселоны, которые были заняты войной с маврами на юге Испании и междоусобицами, в споры за Каркасон не вмешивались, поэтому борьба шла между Роже II и Ирменгардой.
В 1095 году Роже собрался принять участие в Первом крестовом походе. Для того, чтобы гарантировать мир в своё отсутствие, он решил помириться с Ирменгардой. В итоге 21 апреля между ними был заключён договор, по которому Роже II официально отказался от прав на Каркассон и Разе, а сын Эрмезинды, Бернар Атон IV, получал титул виконта Каркассона и обязался выплатить Роже II денежную компенсацию, которая бы позволила Роже финансировать участие в походе.
Точно не известно, участвовал ли в итоге Роже в Первом крестовом походе. Формально он по графству Фуа считался вассалом графов Тулузы, однако фактически был независим. Несмотря на то, что отправиться в поход он должен был с армией своего сюзерена, графа Раймунда IV Тулузского, который выступил в поход 25 августа 1096 года, Роже по неизвестной причине отложил свой выступление и должен был присоединиться к тулузской армии позже. Но хронисты того времени не упоминают имени Роже среди крестоносцев. Судя по всему, в самом походе он не участвовал. Поздне́е (до 1097 года) папа Урбан II отлучил его от церкви. Неизвестно, что именно послужило причиной для этого: возможно это произошло из-за захвата принадлежавшего церкви имущества, но нарушение клятвы участвовать в походе могло также послужить поводом. Впоследствии отлучение было подтверждено папой Пасхалием II.
Неизвестно, участвовал ли Роже II после этого в походе для снятия отлучения. При этом в 1106 году он передал аббатству Леза мощи, утверждая, что это мощи святого Антония Великого, и что он привёз их из Святой земли. Также он основал город Памье, названный в честь сирийского города Апамея. В 1108 году Роже вернул захваченное церковное имущество и отлучение было снято.

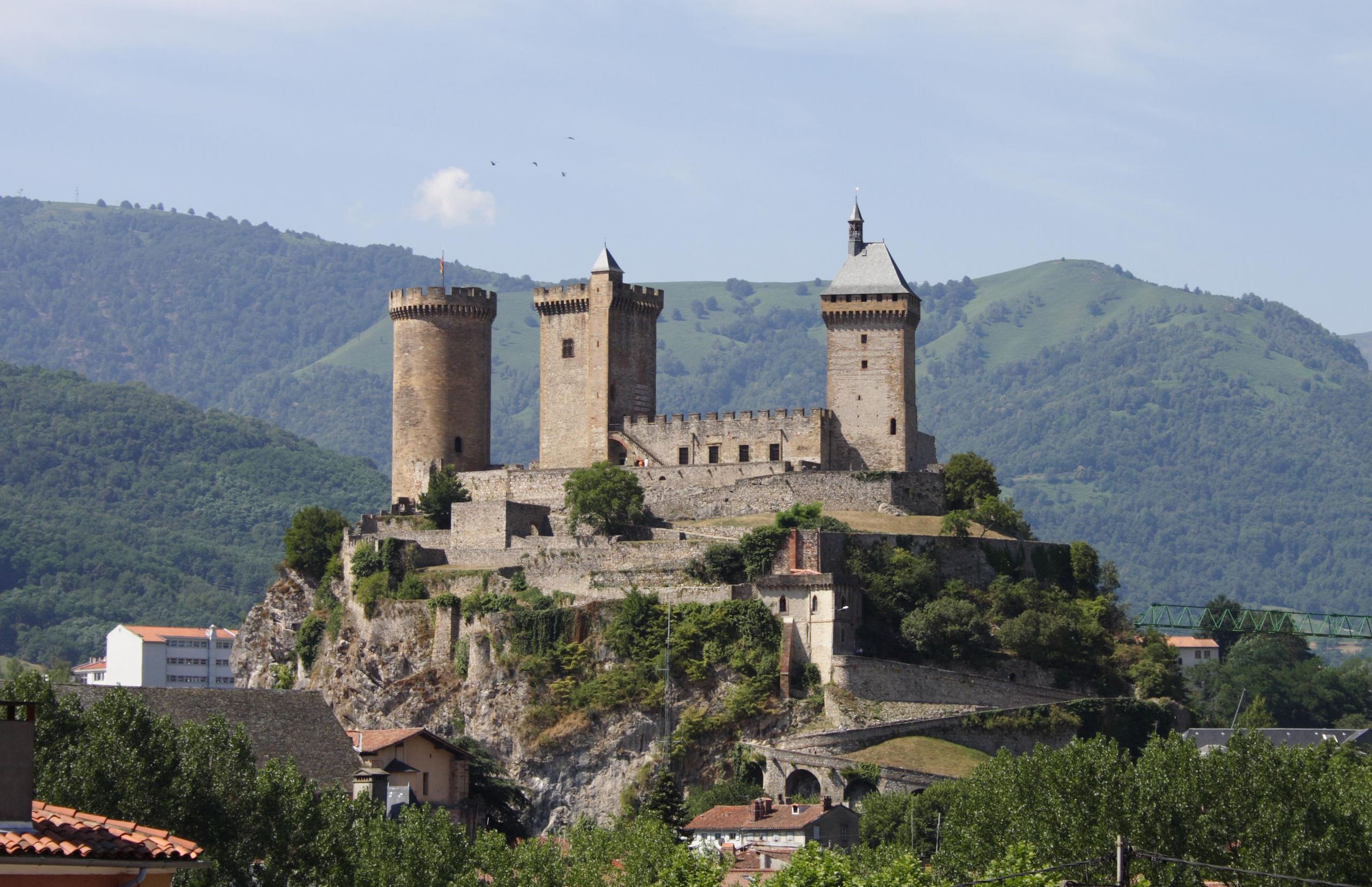
Замок Фуа

Последние годы жизни Роже II посвятил расширению и укреплению своей власти. В 1111 году Роже восстановил разрушенное аббатство Сен-Волюзиан. В том же году он заключил договор с аббатством Сен-Антонин-де-Фределла в Памье, обеспечив его церковным имуществом. В 1121 году Роже II даровал аббатству Леза право убежища на Сен-Ибар.
Также Роже озаботился защитой своих владений, около 1120 года построив крепость в Савердюне для укрепления северной границы графства, а также построив в замке Фуа так называемую Заострённую башню фр. Тур Pointu.
Роже II умер в 1124 году. Ему наследовал старший сын Роже III.

## Брак и дети
1-я жена: с ок. 1073 Сикарда (ум. после 1076). Детей в этом браке не было.
2-я жена: с ок. 1096/1097 Эстефания де Бесалу, дочь Гильома II, графа Бесалу. Дети:
- Роже III (ум. ок. 1147/1148) — граф Фуа и Кузерана с 1124
- Бернар (ум. ок. 1120/1126)
- Пьер Бернар (ум. после 1127)
- Раймон Роже (ум. после 1127)